# لوكا ليبوشينوفتش
لوكا ليبوشينوفتش (مواليد 12 مايو 1933) هو لاعب كرة قدم. يلعب مع منتخب يوغوسلافيا لكرة القدم. سبق له أن لعب في كأس العالم لكرة القدم مع منتخب بلاده.

## مسيرته الكروية
لعب لوكا ليبوشينوفتش خلال مسيرته الاحترافية مع ناديين في تسعة عشر موسمًا وسجل خلالها 78 هدفًا ضمن 329 مباراة. حيث فاز في موسمين بالكأس وفي ثلاثة مواسم بالدوري.
خاض لوكا ليبوشينوفتش مسيرته مع نادي دينامو زغرب في موسم 1951 ليلعب معه اثنا عشر موسمًا، مشاركًا في 178 مباراة سجل خلالها 47 هدفًا. ثم انتقل إلى نادي لاسك لينتس في موسم 1962–63 ليلعب معه سبعة مواسم، حيث شارك في 151 مباراة سجل خلالها 31 هدفًا.

## روابط خارجية
- لوكا ليبوشينوفتش على موقع الاتحاد الدولي (مؤرشف)  (الإنجليزية)
- لوكا ليبوشينوفتش على موقع قاعدة بيانات كرة القدم.إي يو (الإنجليزية)
- لوكا ليبوشينوفتش على موقع ناشيونال فوتبول تيمز (الإنجليزية)
- لوكا ليبوشينوفتش على موقع Soccerway.com (الإنجليزية)
- لوكا ليبوشينوفتش على موقع عالم كرة القدم.نت (الإنجليزية)
- لوكا ليبوشينوفتش على موقع أوليمبيديا (الإنجليزية)